# Почвенный поглощающий комплекс
Почвенный поглощающий комплекс (ППК) — совокупность мельчайших коллоидных и предколлоидных почвенных частиц органического, минерального или органо-минерального состава, нерастворимых в воде и способных поглощать и обменивать поглощённые ионы. Основное свойство ППК это — ёмкость катионного обмена (ЕКО). При прочих равных условиях ЕКО больше в почвах более тяжёлого гранулометрического состава.

## Строение
Основу частиц, слагающих ППК, называют коллоидной мицеллой.
Ядро мицеллы и слой потенциалопределяющих ионов называется гранулой.
Гранула вместе с неподвижным слоем компенсирующих ионов называется коллоидной частицей.
Между коллоидной частицей и почвенным раствором возникает электрокинетический потенциал.
Он — причина наличия диффузного слоя компенсирующих ионов, обладающих способностью к эквивалентному обмену на ионы того же знака заряда из окружающего раствора.

## Физические и химические свойства
Высокую химическую активность почвенных коллоидов обеспечивает высокая дисперсность почвенных коллоидов. Представление о площади их поверхности можно получить при подсчёте площади всех сторон кубиков, образованных при дроблении 1 см3
твёрдого тела. Это 0,6 га